# 和室

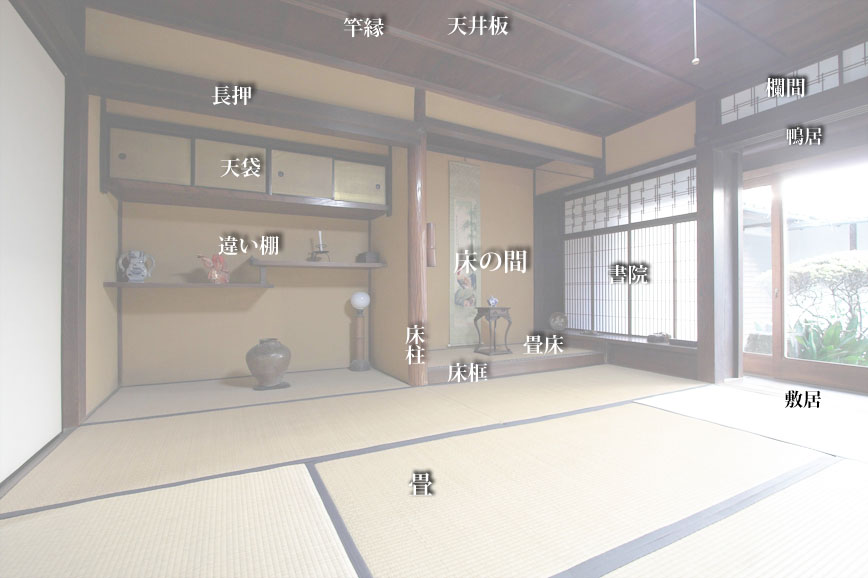
和室（民家の座敷）の各部名称。

和室（わしつ）は、伝統的な日本の家屋に特有の、畳を敷き詰めた部屋。畳の敷き方にもしきたりがあるが、その畳の敷かれた枚数で部屋の大きさを測るのもよく知られている。家の中心になる部屋には、床の間がある。

## 概要

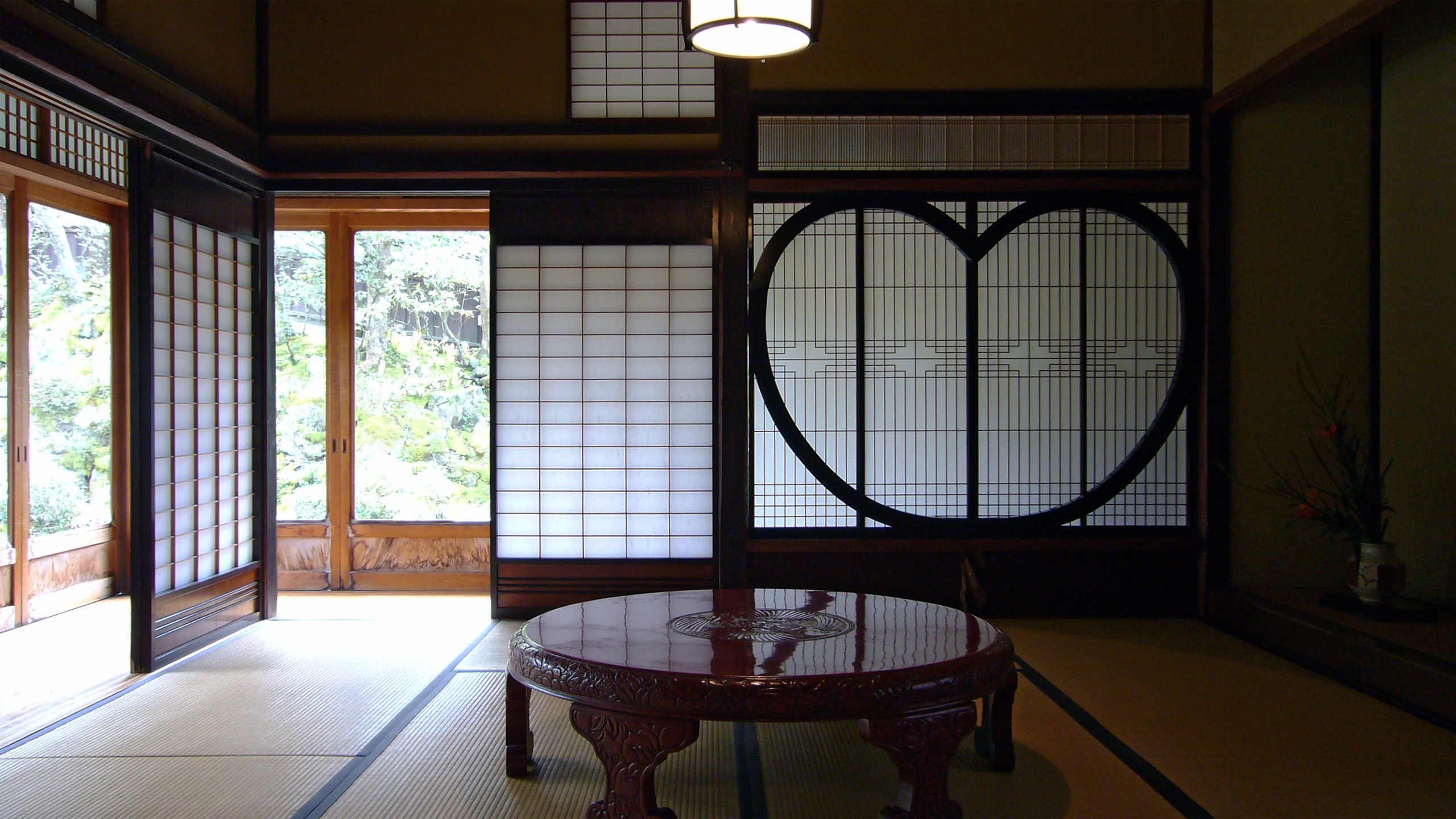
石谷家住宅

空間は、障子や襖（ふすま）で囲まれ、特に障子は、空間が完全に断絶されているとも、いないともいえる曖昧な、おぼろげな明かりを空間にもたらしている。
和室はさらに机や座布団、寝具などの出し入れで、会食から団欒、書斎、寝室とその用途をさまざまに変えることのできる多目的空間でもある。スリッパのような履物を必要としない日本固有の文化である畳は、天然素材のイグサや稲藁等で作られ、そのクッション性、保温性、調湿性などの特性上、夏は涼しく冬は暖かい、正座もごろ寝もできるという和室そのものの特性を形作っている。

## 和室の利用
和室は、室数の多い家屋においては、食堂や居間、客間、寝室、書斎などそれぞれの部屋の用途がおおむね決まっていることも多い。しかし小さめの住宅においては、前項のように同じ部屋が家具や寝具の出し入れで何通りにも用いられるほうが普通である。
食事の際には、古典的にはお膳が用いられるが、新しい時代にはちゃぶ台などの座卓も用いられる。座卓は食事時以外も常に和室に置かれ、一つの座卓が接客や軽作業など多用途に用いられることもある。座るためには座布団を用いることが多く、特に客に対しては出さないと失礼になることも多いが日常では使わないことも多い。
その他多くの仕事が畳の上で行われ、たとえば抹茶を供する際や、和服をたたむ場合などのように、ヨーロッパではテーブル上で行われるようなことも畳の上で行われることが多いため、清掃には特に気が使われ、ほうきや掃除機でごみを取った後に雑巾がけするようなことも日常的に行われてきた。畳の部屋に履物が持ち込まれないのもその一環である。

## 様々な和室

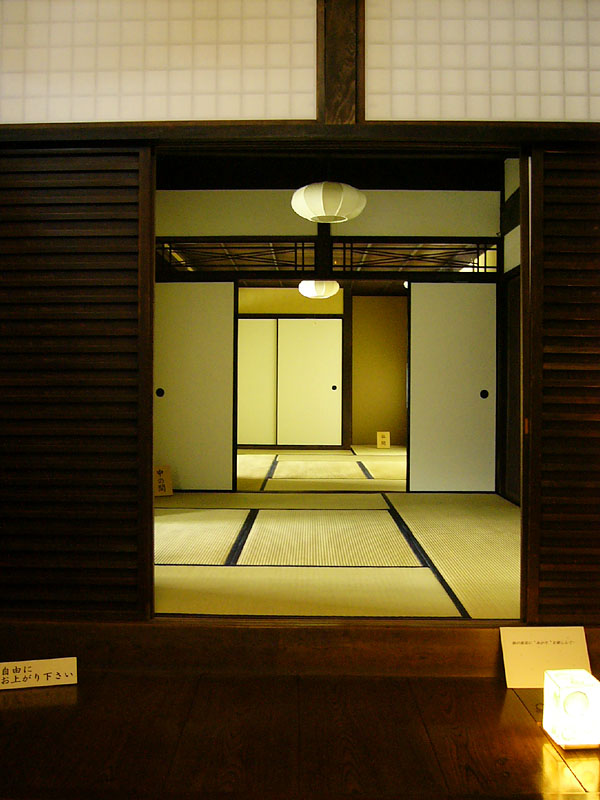
旧石橋家住宅
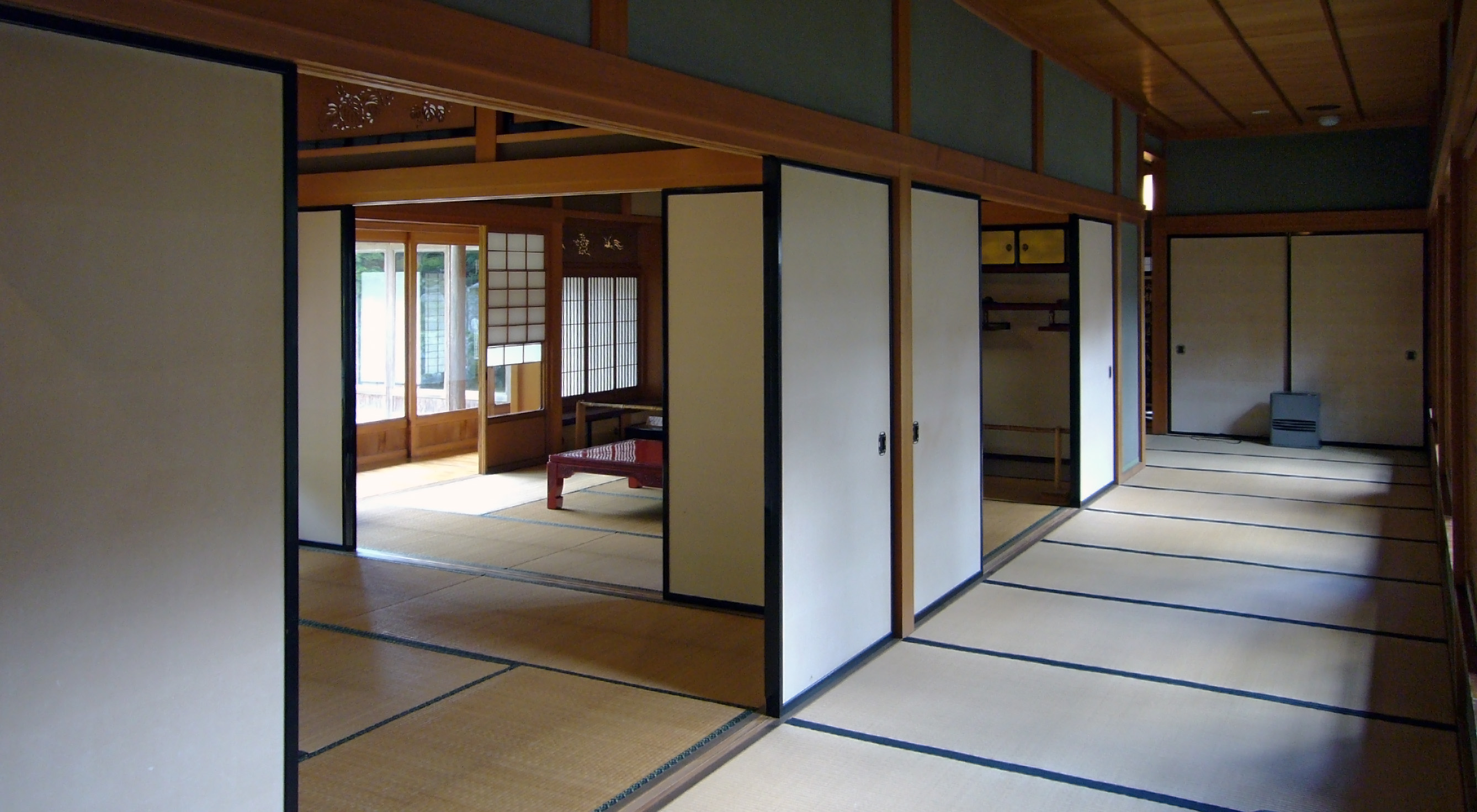
採光側に障子、その他に襖を使い分ける。廊下に畳を敷いていることにより、高級な住宅であることが分かる（石谷家住宅）。
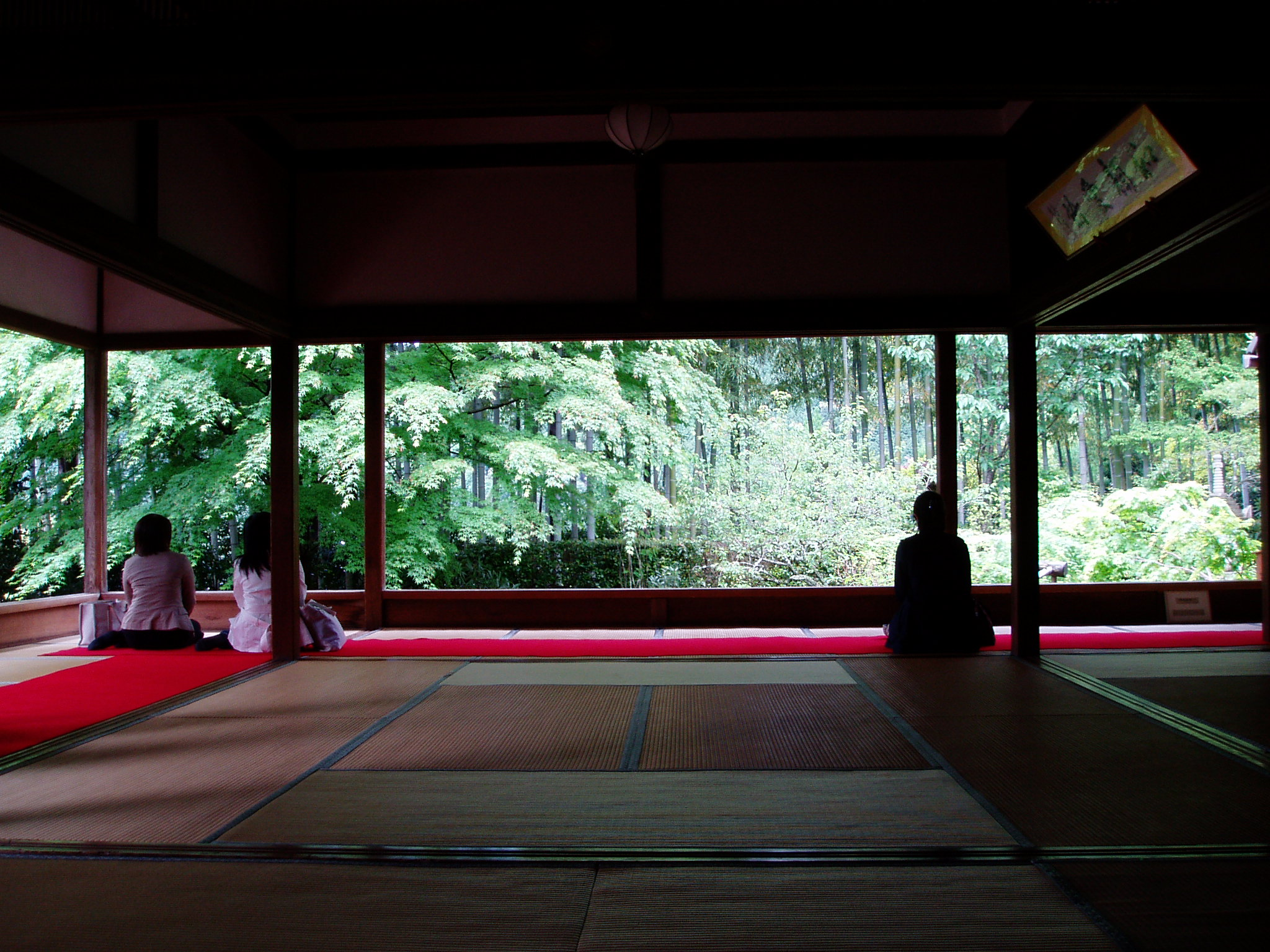
障子・襖などを取り払うと開放的な広間となる（宝泉院）。
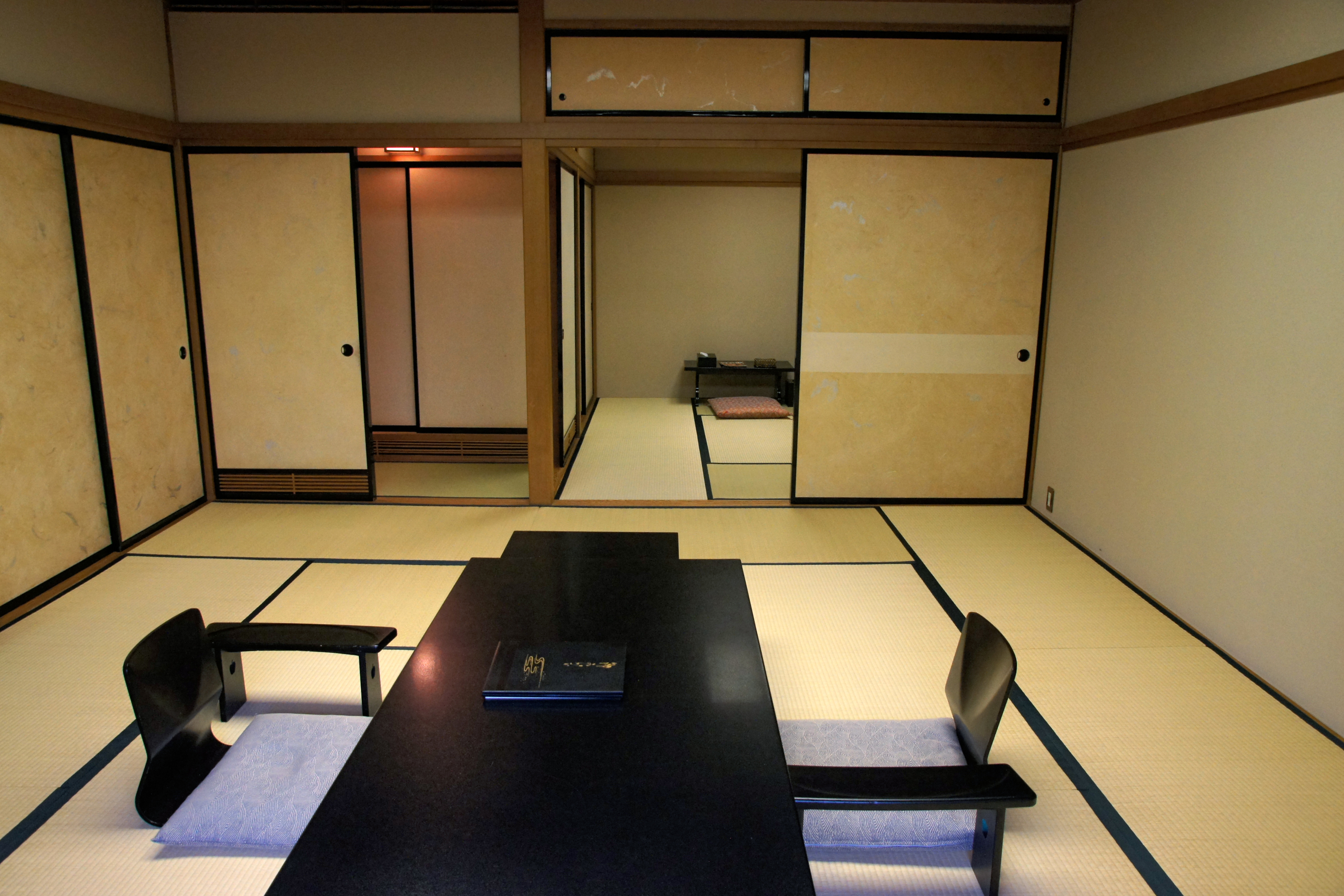
「次の間」（右奥の6畳）付きの12.5畳和室。
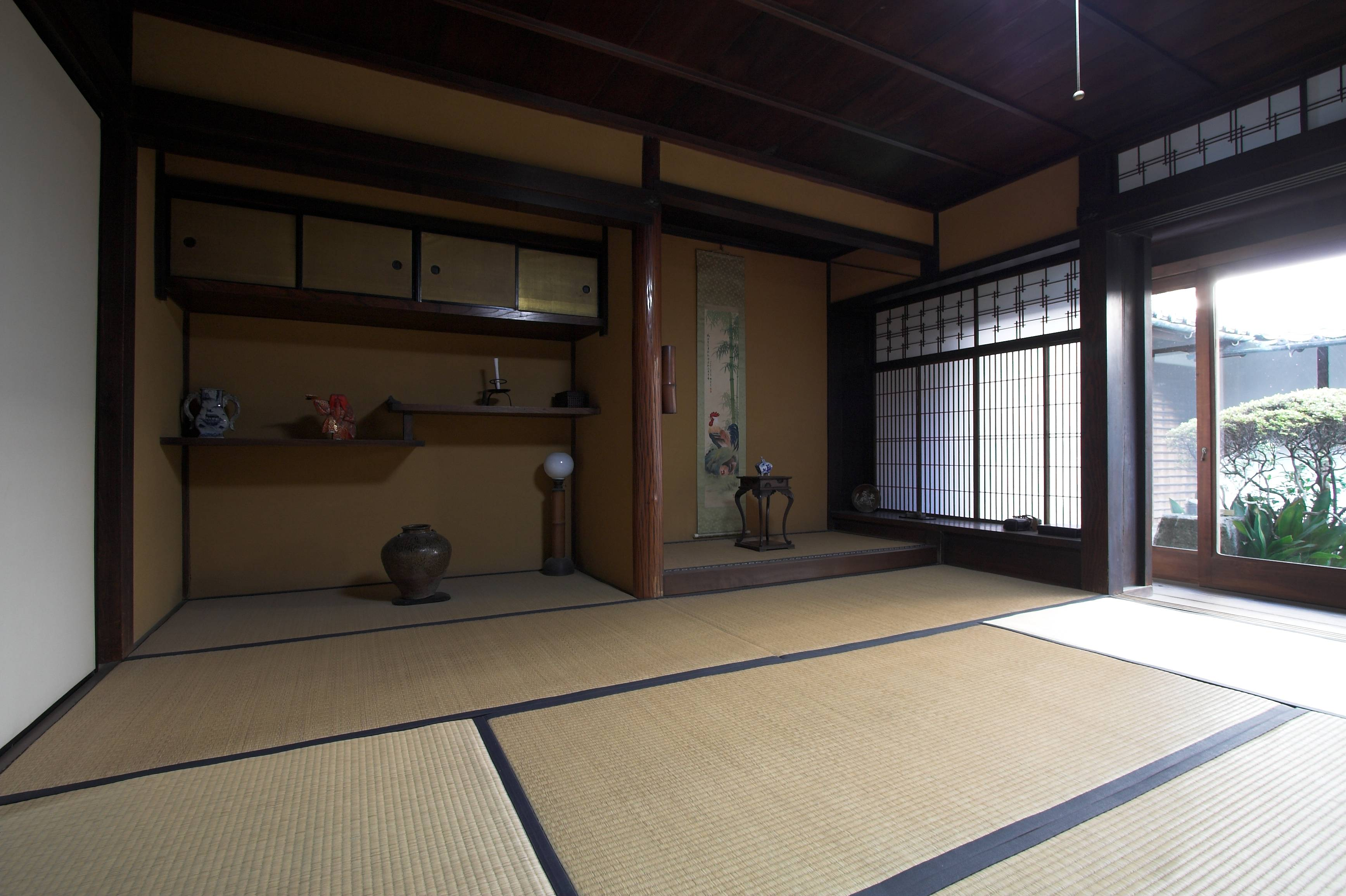
典型的な和室。
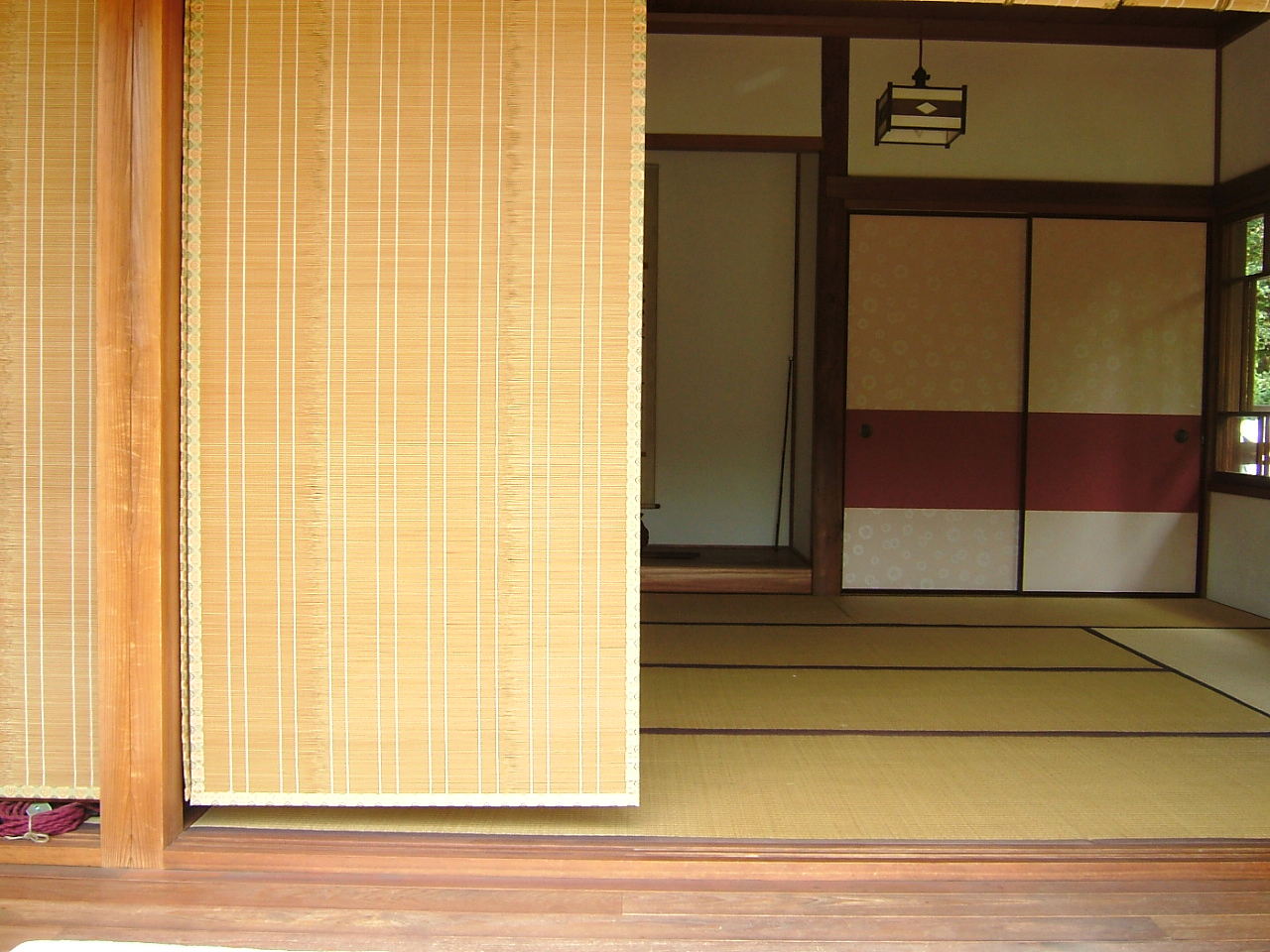
宮崎駿映画『となりのトトロ』のキャラクター「サツキとメイ」の家の和室を再現したパビリオン。